# Pachydissus subauratus
Pachydissus subauratus es una especie de escarabajo longicornio del género Pachydissus, tribu Cerambycini, subfamilia Cerambycinae. Fue descrita científicamente por Gahan en 1890.

## Descripción
Mide 37-46 milímetros de longitud.

## Distribución
Se distribuye por Etiopía, Nigeria y Somalia.